# Jasper Knight
Jasper Frederic Knight (* 3. Oktober 1909 in London; 27. Januar 1972 in Little Colstrope) war ein britischer Manager.

## Leben und Tätigkeit
Knight besuchte das Internat Eton und studierte an der Universität Oxford, die er 1930 mit einem Bachelor-Abschluss verließ. Von 1931 bis 1939 arbeitete er bei der Buchprüfer-Kanzlei Peat, Marwick, Mitchell & Co. in London. Anschließend wurde er Manager beim Unilever Konzern in London.
Während des Zweiten Weltkriegs übernahm Knight den Posten des Finanzdirektors des britischen Ernährungsministerium im Rang eines Ministerialdirektors (Assistant Secretary). Später wurde ihm zusätzlich (?) die Leitung der Abteilung für Öle und Fette (Oil and Fats Division) dieses Ministeriums. Diese war aufgrund des Rohstoffmangels – und der damit einhergehenden Rationierung von Rohstoffen – während des Krieges von besonderer Bedeutung.
Die nachrichtendienstlichen Überwachungsorgane des nationalsozialistischen Deutschlands stuften Knight aufgrund seiner Stellung als wichtig genug ein, um ihn im Frühjahr 1940 auf die Sonderfahndungsliste G.B., ein Verzeichnis von aus Sich der Führung der SS und der Gestapo besonders gefährlichen (oder diesen besonders verhassten) Personen, die im Falle einer erfolgreichen Invasion und Besetzung der britischen Insel durch die Wehrmacht von Sonderkommandos der SS automatisch und vorrangig ausfindig gemacht und verhaftet werden sollten.
Nach dem Krieg kehrte Knight, der als ein "kapitalistischer Bevin" beschrieben worden ist, zum Unilever Konzern zurück, für den er bis Ende der 1960er Jahre diverse Managerpositionen wahrnahm: So war er Chefbuchhalter und Finanzchef (chief financial officer) des Konzerns und schließlich Direktor der gesamten Unilever Ltd und der holländischen Tochterfirma Unilever N.V. Im Oktober 1970 ging er in den Ruhestand. Stattdessen übernahm der den Vorsitz der Unilever-Tochter Spey.
Knight saß in diversen Aufsichtsräten und war außerdem Mitglied des Councils des Institutes of Chartered Accountants in England (ICA) (1966–1970).

## Familie
Knight war seit dem 27. April 1935 mit Elizabeth Margaret Wilson, mit der er drei Kinder Jasper James, Robert Andrew und Diana Margaret, hatte.